# Stanford University Press

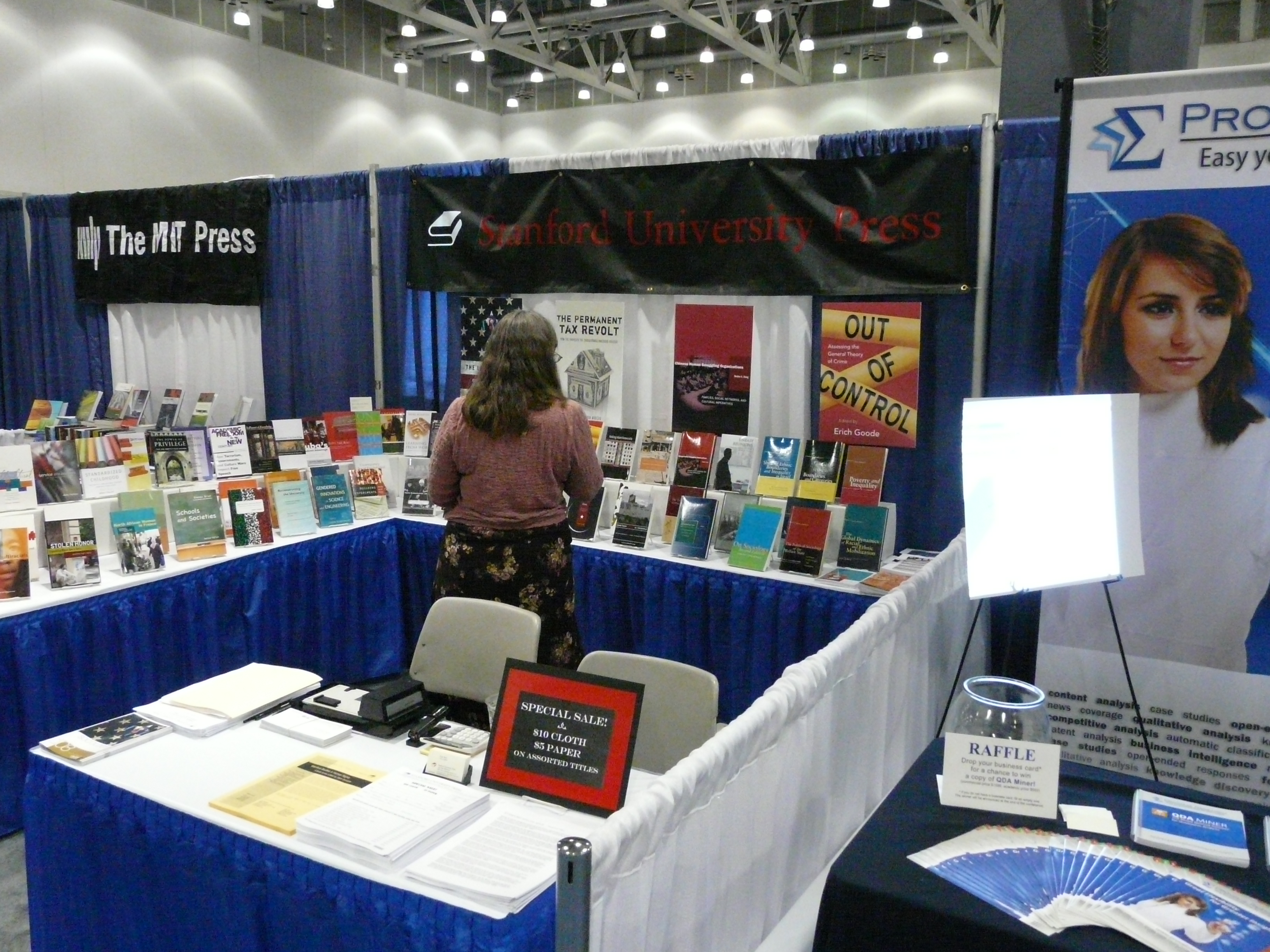
Stanford University Press en una conferencia

La Stanford University Press es una editorial de la Universidad de Stanford, California. En 1892, una empresa editorial independiente se estableció en la universidad. La primera vez que se utilizó el nombre «Stanford University Press» en la impresión de un libro fue en 1895. En 1917, la universidad adquirió la imprenta-editorial, convirtiéndola en una división de Stanford.
El 1999, la imprenta se convirtió en una división de la Biblioteca de la Universidad de Standford (Stanford University Library). La imprenta publica unos 130 libros por año,[cita requerida] y actualmente se encuentra ubicada en 485 Broadway St., Redwood City, más lejos del campus de la universidad.